# Czykara dekańska
Czykara dekańska (Tetracerus quadricornis) – gatunek ssaka parzystokopytnego z rodziny wołowatych (Bovidae). Jest jedynym ssakiem kopytnym o czterech rogach. Ma niewielkie rozmiary. Zamieszkuje Indie i Nepal. Najbliżej spokrewniony jest ze znacznie większym nilgau. Jest zagrożony wyginięciem.

## Budowa

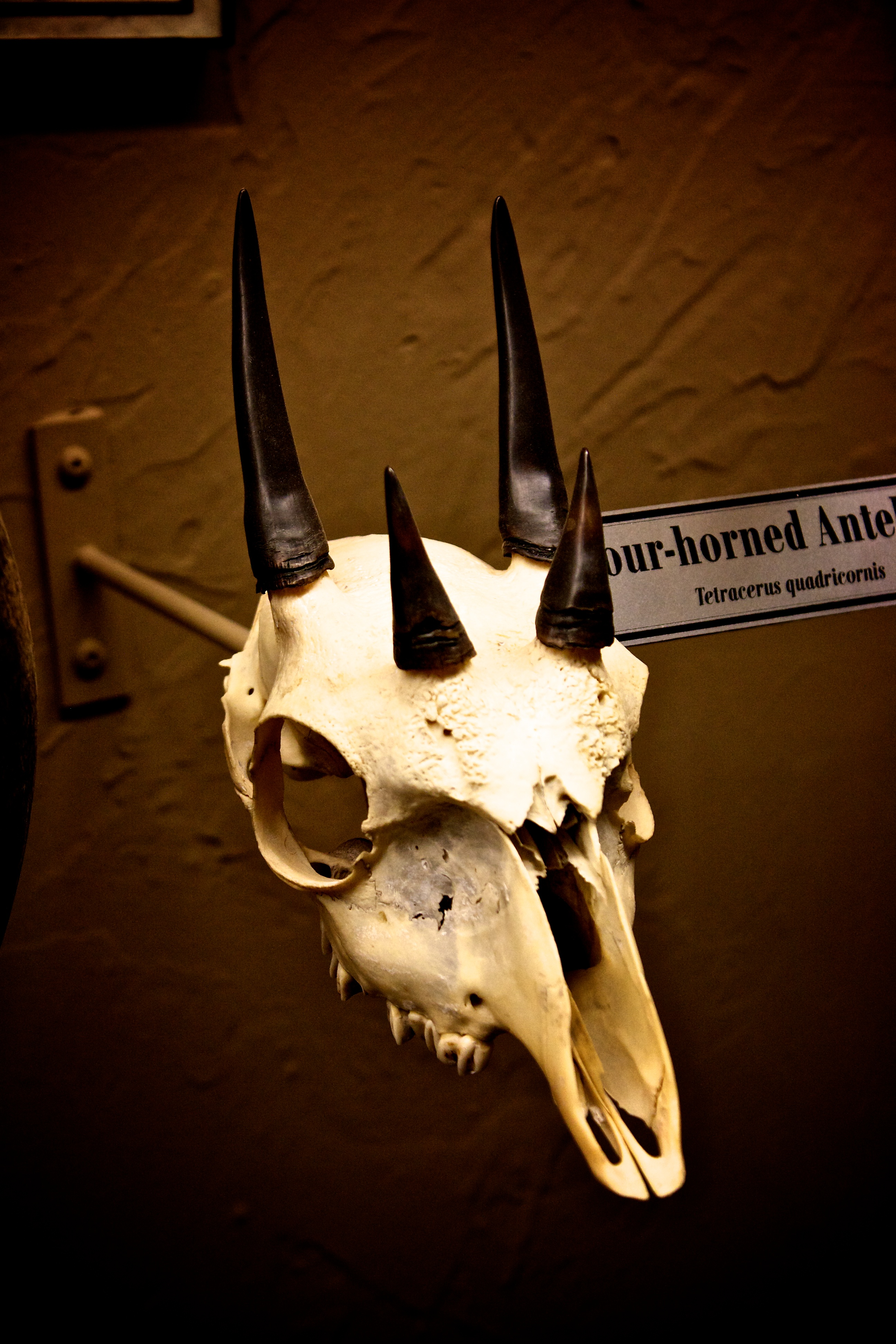
Czaszka z widocznymi czterema rogami

W przeciwieństwie do nilgau indyjskiego czykara dekańska należy do najmniejszych wołowatych, będąc najmniejszym ich przedstawicielem na kontynencie azjatyckim. Długość głowy jej i tułowia wynosi od 90 do 110 cm (długość samej czaszki 18,7–19,3 cm), czemu towarzyszy ogon długości 10–15 cm. Wysokość w kłębie mierzy od 55 do 65 cm. Masa ciała pomiędzy 15 a 25 kg, inni autorzy podają węższy zakres 20–22 kg. Czyni to czykarę 2 razy niższą i 7 razy lżejszą od najbliższego jej krewnego nilgau, którego potężny samiec osiągać może długość 210 cm i wysokość w kłębie 140 cm przy masie 228 kg. Jest to więc niewielkie zwierzę o delikatnej budowie.
Ciało zwierzęcia porasta futro cienkie a krótkie, bladej i zmiennej barwy w lecie, zależnej od podgatunku, niekiedy kremowopłowej żółci, niekiedy rudej czerwieni czy bladego brązu. Jest ono natomiast ciemniejsze, grubsze i bardziej też szorstkie w zimie, bledsze po stronie brzusznej i wewnętrznych częściach kończyn, ale bez ostrej granicy. Ciemniejsze, czarniawe barwy leżą na pysku, tylnej części uszu, tworzą także pasek schodzący po kończynach z przedniej strony. Na policzkach występować może jasna plamka, jak u nilgau indyjskiego. Kończyny dolne zdobi biały pierścień i kępka włosów, niekiedy słabo widoczne.
Wyróżniającą cechą zwierzęcia są dwie pary rogów na czaszce samca. Nie występują one u każdego samca, nie ma ich u podgatunku C. q. subquadricornis, a i u innych na pewnym etapie ontogenezy może być jednak tylko para, a niekiedy tylko jedna z par jest dobrze rozwinięta, a towarzyszą jej niewielkie tylko guzki. Przednie rogi osiągają 1–2,5 cm, zwykle od jednej czwartej do dwóch trzecich długości tylnych rogów, jak wykazały badania z Parku Narodowego Panna, choć niekiedy dorównują im długością. Nie zmniejsza to wyjątkowości czykary. Tylne rogi mają zwykle 8–10 cm. Jedną parę, nie za dużych zresztą w porównaniu z resztą ciała, rogów nosi samiec nilgau indyjskiego, jedną obie płcie azjatyckiego dzikiego bydła jak gaur czy banteng, jedną parę mają także inni przedstawiciele Bovinae i wszyscy przedstawiciele drugiej podrodziny wołowatych Antilopinae. Nie ma innego gatunku dzikich ssaków kopytnych, który miałby dwie pary rogów, ani w ogóle takiego gatunku dzikich ssaków. Samica czykary w ogóle nie ma rogów. Ponadto u podgatunku nominatywnego rogi są duże, u T. q. iodes mniejsze.
Czaszkę charakteryzuje profil delikatnie zaokrąglony w części czołowo-skroniowej, przechodzący dalej w kąt prosty z potylicą. Autorzy wymieniają też duże doły łzowe.
Szczęka nie ma ani siekaczy, ani kłów. Występują po 3 przedtrzonowce i trzonowce. Połówka żuchwy zawiera 3 siekacze, pojedynczy kieł przypominający siekacze, po którym następują po 3 przedtrzonowce i trzonowce. W efekcie wzór zębowy czykary dekańskiej nie różni się od wzoru jej krewnych. Autorzy wspominają jeszcze krótkie trzonowce szczękowe o prostokątnych koronach i księżycokształtnych guzkach, nie widzą natomiast dodatkowych kolumn po stronie językowej.
Przed oczami znajdują się gruczoły przedoczodołowe, dobrze rozwinięte i długie. Z gruczołów podają autorzy także unguiculal glands, leżące nad bocznymi palcami kończyn tylnych, nie ma natomiast gruczołów pachwinowych.
Ogon jest krótki, spłaszczony.

## Systematyka

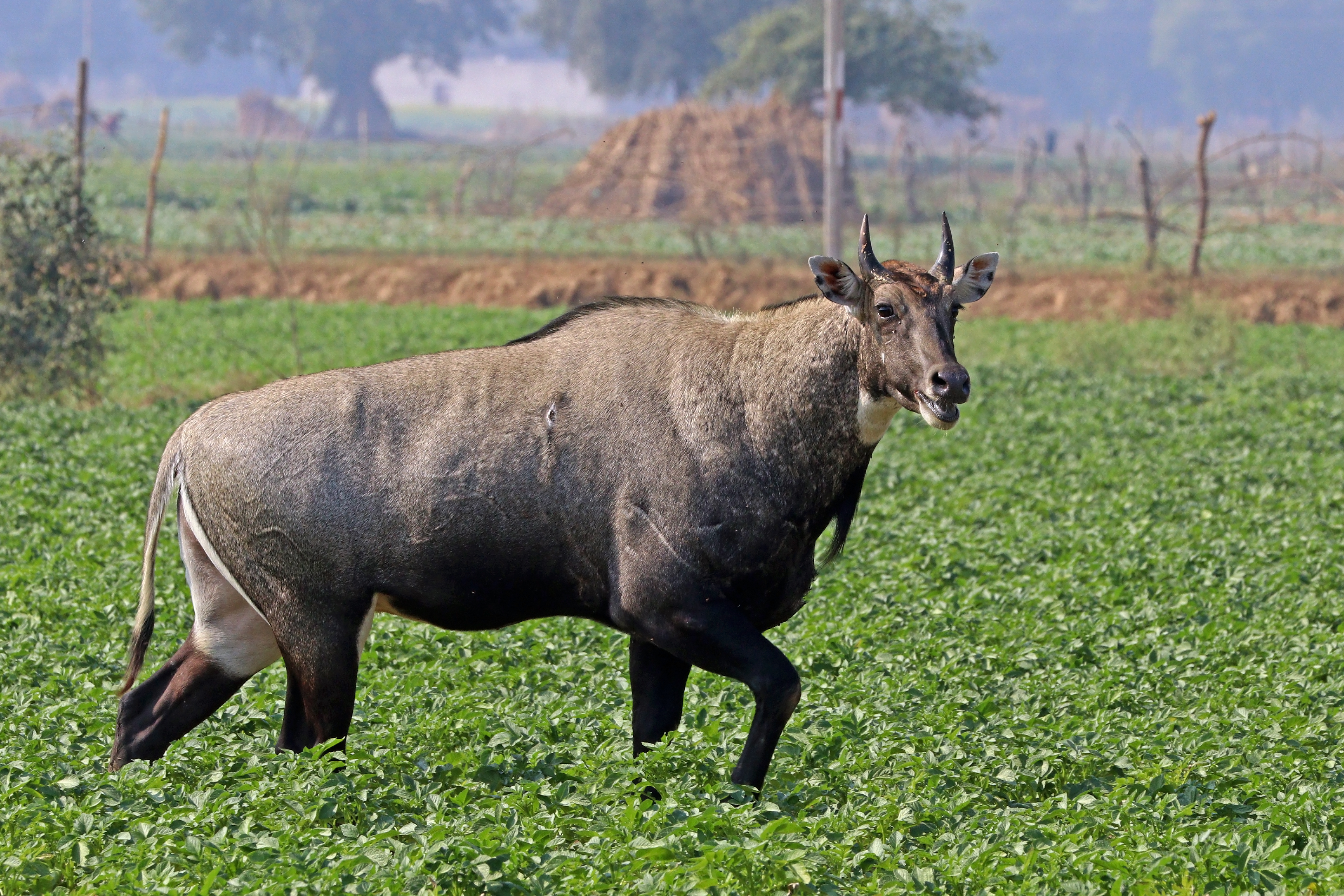
Najbliższym współczesnym krewnym czykary dekańskiej jest nilgau indyjski

Nowy gatunek ssaka opisany został w 1816 przez Blainville’a. Badacz nadał mu nazwę Cerophorus (Cervicapra) quadricornis. Jako miejsce typowe autor podał Indie. W 1825 Leach wprowadził dla tego gatunku rodzaj Tetracerus.
Obecnie gatunek nadal klasyfikuje się w rodzaju Tetracerus o polskiej nazwie czykara. Gatunek nosi polską nazwę czykara dekańska. Angielska, francuska i hiszpańska nazwa nawiązują do czterech rogów, po angielsku funkcjonuje też nazwa Chowsingha, taka sama jak nazwa w hindi.
Jest to jedyny przedstawiciel tego rodzaju. Najbliższym zaś jego współczesnym krewnym jest nilgau indyjski, zwierzę znacznie większe, dwurożne, zamieszkujące również Indie, choć introdukowane także na inne kontynenty. Uważna analiza pozwala jednak dostrzec podobieństwa w budowie czaszki i rogów. Są to jedyne 2 współczesne gatunki plemienia Boselaphini, jednego z trzech plemion podrodziny bawołów w rodzinie wołowatych. Powstało między 6,5 a 9,6 miliona lat temu i było zasobne w gatunki w miocenie, do dzisiaj jednak przetrwały tylko wymienione dwa. Pozostałymi dwoma plemionami są Bovini, obejmujące woły, bawoły, bydło i saolę, oraz Tragelaphini obejmujące nialę, kudu, elanda, buszboka czy sitatungę.
W obrębie gatunku czykara dekańska wyróżniono 3 podgatunki:
- podgatunek nominatywny,
- T. q. iodes Hodgson, 1847,
- T. q. subquadricornis Gray, 1843.

Pozostaje kwestią nierozwiązaną, na ile można odróżnić je po obecności jednej bądź dwu par rogów, tym bardziej że młode samce posiadać mogą jedną tylko parę, a potem dopiero rozwijać kolejną, ponadto przednia para występuje niekiedy jako tylko nieowłosione, słabo widoczne wybrzuszenia.

## Tryb życia

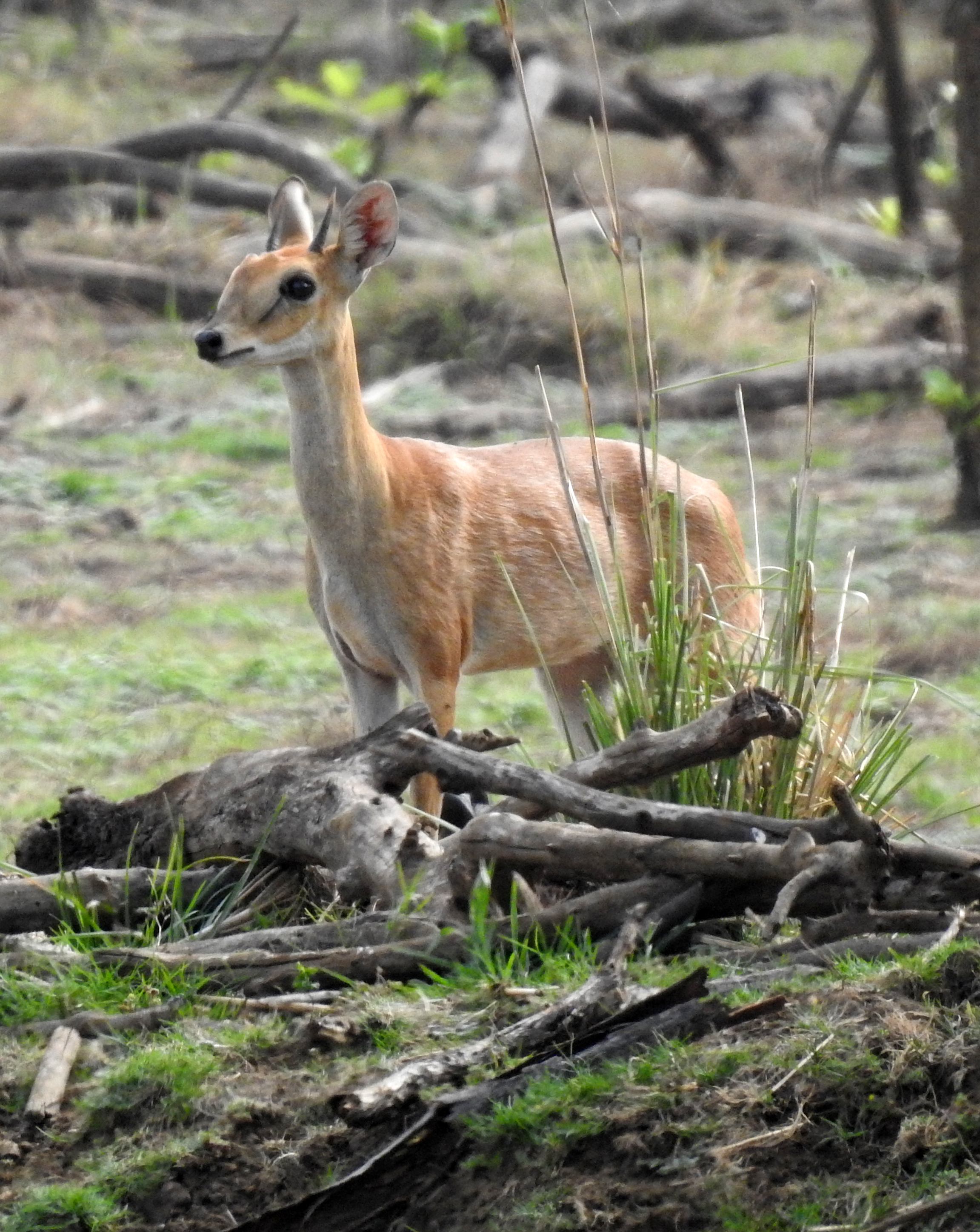
Samce, jak ten w Maharasztra, wiodą samotny tryb życia

Badacze przyznają, że o trybie życia tegoż gatunku nie potrafią dużo powiedzieć. Czykara aktywna jest prawdopodobnie zmierzchem i być może w nocy. Wiedzie skryte życie, w razie zagrożenia zamiera w bezruchu, miast podejmować ucieczkę, zachowuje ostrożność, porusza się cicho. Potrafi w razie potrzeby jednak skoczyć. W razie zagrożenia wydaje szczeknięcia bądź też odgłos przypominający odgłos mundżaka, ale niższy. Samce w sezonie rozrodu gwiżdżą.
Żyje samotnie, aczkolwiek niekiedy spotykano grupy liczące do czterech zwierząt. Najczęściej jednak spotykano czykary dekańskie samotnie. W Parku Narodowym Panna żyło tak 69% spotkanych osobników, w parach napotkano 24%. W Parku Narodowym Nagarhole 4 na 5 napotkanych zwierząt było samotnikami. Przeciętna wielkość grupy w Parku Narodowym Gir Forest liczyła 1,5–1,6 zwierzęcia. W Pannie w maju uzyskano podobną wielkość, w listopadzie zaś tylko 1,1. Dorosłe osobniki znaczą terytorium. Pozostawiają po sobie zapach, a także krystalizujący osad. Ponadto oddają stolec w tych samych miejscach, tak zwanych latrynach. Podobne sterty kału pozostawiają po sobie nilgau indyjskie. Mogą one służyć znaczeniu terytorium, do czego wykorzystuje czykara także swe gruczoły przedoczodołowe, podobnie jak to czynią afrykańskie gazele.
Migracji czykara dekańska nie praktykuje, raczej obiera sobie terytorium, które potem przemierza. Zagęszczenie bywa zróżnicowane. Dane z Indii to od 0,2 czykary na km² w Parku Narodowym Gir Forest do 2,7 osobnika na km² w Parku Narodowym Panna.

### Cykl życiowy
Przewaga napotykanych samców czy samic zależy od miejsca i pory roku, w czasie rozrodu częściej spotyka się zwracające na siebie uwagę samce. W Gir Forest na samicę przypadało 0,62 samca zimą, latem zaś 0,71 oraz 0,46 osobnika młodocianego starszego niż rok zimą i 0,14 latem. W Pannie na samicę przypadało od 0,37 samca w listopadzie do 1,45 w lipcu ze średnią 0,72.
Przez większość roku samce i samice nie spotykają się ze sobą.
Samiec w towarzystwie samicy wydaje z siebie odgłosy przypominające kaszel. Pary złożone z samca i samicy obserwowano w czerwcu i lipcu, wtedy też oczekuje się występowania szczytu sezonu rozrodu. Podobnie noworodki najczęściej rodzą się w październiku i listopadzie do lutego, jednakowoż przychodzą na świat cały rok. W niewoli przed kopulacją samiec prezentuje uwodzące zachowania, potem wraz z wybranką klękają przed sobą na kolanach, zaplatają szyje, którymi popychają się energicznie. Sama kopulacja trwa krótko, 1–2 s. Samica dysponuje macicą przedzieloną strzałkową przegrodą, do każdego przedziału uchodzi niewielki jajowód. Po zapłodnieniu rozwija się łożysko liczące od 22 do 30 płatów, a jest to połowa tego, co występuje u innych kopytnych. Z kolei grzbiety naczyniowe kosmówki porównywano do występujących u świni domowej. Ciąża trwa przez 8 miesięcy. Długość tą autorzy oceniają jako długą, biorąc pod uwagę niewielkie rozmiary czykary. U znacznie większego nilgau jest to także 8 miesięcy, u wielkiego gaura koło 9. Na świat przychodzi jedno młode, jak u wielu innych wołowatych, bądź bliźnięta. W badaniach francuskich 59 porodów było bliźniaczych, 41% zaś dotyczyło jedynaków. W badaniach indyjskich, ale też w niewoli, średnio rodziło się 1,6 cielęcia. Noworodek liczył sobie między 42 a 46 cm długości ciała przy wysokości w kłębie od 24 do 27,5 cm. Masa urodzeniowa wynosiła od 0,74 do 1,1 kg. Na wolności prawdopodobnie w przypadku porodów bliźniaczych zazwyczaj jedno z młodych nie przeżywa. Minęło 285 i 327 dni między kolejnymi porodami pewnej obserwowanej samicy. Niekiedy zdarza się widzieć samicę z towarzyszącym jej młodym z danego roku i starszym młodocianym osobnikiem, prawdopodobniej dzieckiem tej samej matki z poprzedniej ciąży. Spotykano więc grupy maksymalnie trzech zwierząt.
Młode ssie mleko matki, korzystając z dwóch par sutków pachwinowych. Samica wydaje z siebie miękkie dźwięki, poszukując swego ukrytego cielęcia.
Na podstawie stopnia rozwoju rogów dzieli się samce na klasy wiekowe. Do pierwszej zaliczają autorzy osobniki w pierwszym roku życia, o masie ciała poniżej dwóch trzecich masy dorosłego zwierzęcia. Klasa druga nie ma jeszcze rogów, te zaczynają wzrastać między 10 a 14 miesiącem po narodzinach. W klasie trzeciej znajdują się osobniki o rogach przednich długości poniżej jednej trzeciej długości pary tylnej. Pozostałe samce zaliczane są do klasy czwartej.
Samica zachodzi w pierwszą w swym życiu ciążę i rodzi młode w wieku 21 miesięcy, aczkolwiek obserwacje takie są nieliczne. Całkowita długość życia wynosi jakieś 10 lat, aczkolwiek jedna samica w niewoli dożyła lat 17 i 5 miesięcy. Długość pokolenia wynosi 4,1 roku.

## Rozmieszczenie geograficzne
Czykara dekańska zamieszkuje, jak i sama nazwa wskazuje, Indie, a także i Nepal. Podobnie zresztą było w przypadku nilgau, nim gatunek ten introdukowano na inne kontynenty. Niemniej jeszcze przed tym zasięg występowania czykary nie dorównywał zasięgowi większego krewnego.
Zasięg gatunku jest szeroki, jednak istotnie rozczłonkowany. Na północy sięga podnóża Himalajów, nieliczne osobniki żyją na nizinach nepalskich. Zwierzę występuje na większości Półwyspu Indyjskiego. Niestety zmniejsza się on lokalnie, a większość takich miejscowych wyginięć odnotowano na północ od równin Gangesu i w Maharasztra. To w Indiach leży 19/20 jej zasięgu. W Indiach odnotowano ją w 104 miejscach, a w Nepalu w 3. W przeszłości zwierzę sięgało dzisiejszego Pakistanu i Nilgiri.
Podgatunek nominatywny zasiedla północ i środkową część Półwyspu Indyjskiego. T. c. iodes zamieszkuje bardziej na północ położone tereny północy Indii i południa Nepalu, u podnóża Himalajów. Z kolei podgatunek T. c. subquadricornis spotykany jest w południowo-środkowych i południowo-zachodnich Indiach.

## Ekologia

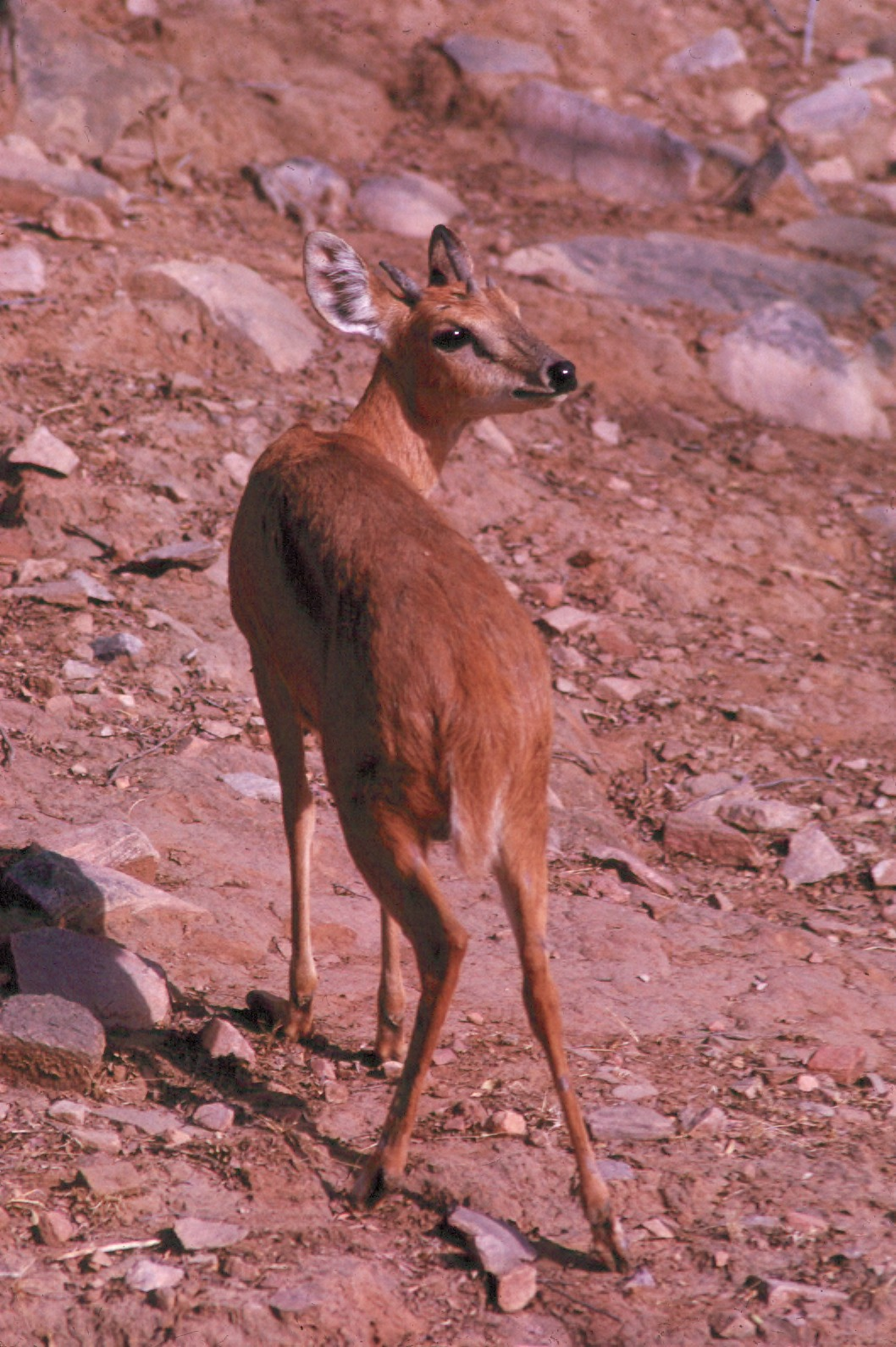
Czykara dekańska zamieszkuje rozmaite siedliska

Siedlisko czykary dekańskiej bywa rozmaite, zwykle są to lasy i zarośla. Zasiedla ona lasy suche, mieszane, tracące liście, skraje lasów, tereny górzyste. Najbardziej lubi ona mieszane lasy tracące liście z kępami krzaków, nawet na terenach suchych. Zasiedla też zadrzewione sawanny. W przeciwieństwie do niektórych innych wołowatych nie oddala się daleko od wody. Wymaga bowiem obecności wody, choć nie aż tak bardzo, jak to niegdyś sądzono, jako że musi pić codziennie. Korzysta z wysokiej trawy, gdzie chroni się przed drapieżnikami. Nie lubi natomiast obszarów zmienionych ręką człowieka.
Jak i inne wołowate, czykara dekańska jest roślinożerna. Żywi się to zwierzę pokarmem roślinnym niskim i wysokim, bardziej jednak wysokim. W rodzinie tej zauważa się często, że mniejsi jej przedstawiciele żywią się lepszej jakości, bardziej odżywczym pokarmem, podczas gdy większe wołowate pożerają większe ilości mniej atrakcyjnego pokarmu, zwłaszcza trawy. Dotyczy to także czykary dekańskiej, będącej selektywnym roślinożercą. Preferuje owoce, kwiaty i świeże liście. Badania przeprowadzone w Indiach wskazały na główne źródło pokarmu rośliny strączkowe, stanowiące do trzech piątych jej pożywienia, w dalszej zaś kolejności inne rośliny zielne, rośliny zdrewniałe, w końcu zaś trawy. Wedle innych badań strączkowe stanowią ponad połowę, trawy zaś jedną jedenastą pożywienia. W porze suchej jednak wszyscy wołowaci roślinożercy niezależnie od swych preferencji muszą polegać na zdrewniałej roślinności. Jeśli zaś chodzi o konkretne gatunki, autorzy podają Ziziphus mauritiana, Acacia leucophloea, Acacia nilotica czy Emblica officinalis, a z owoców prócz Emblica także migdałecznik, inne prace podają ponadto Bauhinia racemosa, Lannea coromandelica, Diospyros, Soymida, Bombax ceiba.
Na czykarę dekańską poluje człowiek, tygrys, lampart i cyjon rudy, niemniej gatunek ten rzadko dostarcza im powyżej 15% pokarmu, w przypadku większości mięsożerców zwykle poniżej 2%.

## Zagrożenia i ochrona

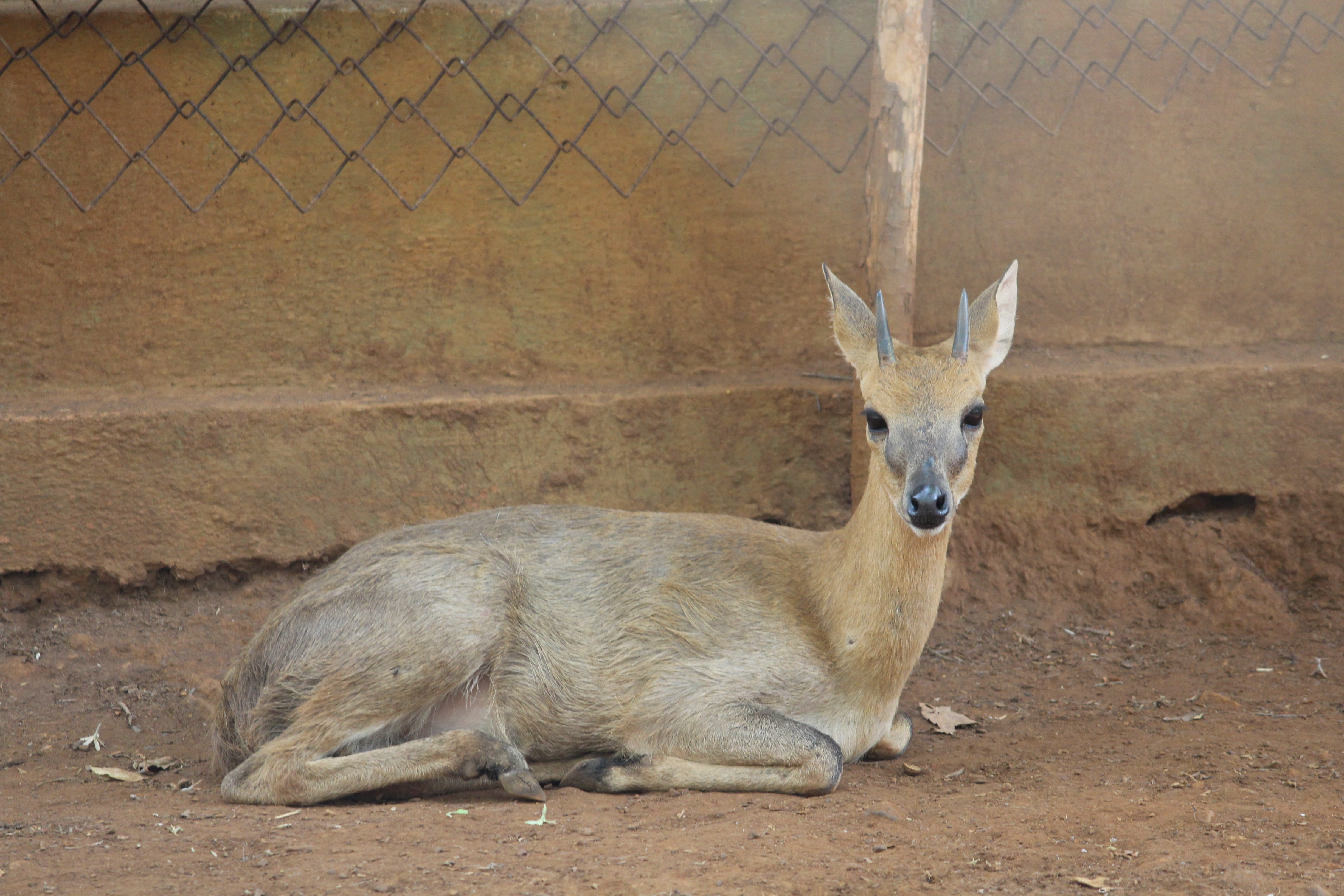
Samiec w Bondla Wildlife Sanctuary

Całkowita liczebność dorosłych osobników wynosi od 7000 do 10 000, wszystkich zaś w 2001 oceniona została na więcej niż 10 000. Liczebność spada. Czykara dekańska nigdzie nie występuje pospolicie. Zagęszczenie populacji jest niskie, szacuje się je na pomiędzy 0,2 i 2,05 czykary na km², zależąc choćby od drapieżnictwa, ochrony czy konkurencji.
Międzynarodowa Unia Ochrony Przyrody (IUCN) uznaje czykarę dekańską za gatunek narażony na wyginięcie. Pierwszy raz wypowiedziała się na jego temat w 1994, już wtedy klasyfikując go jako narażony na wyginięcie, i klasyfikację taką podtrzymuje konsekwentnie poprzez kolejne oceny w latach 1996, 2003 i 2008. Ostatnią ocenę opublikowano w 2017. IUCN uzasadnią ją liczebnością poniżej 10 000 czykar dekańskich, niszczeniem siedlisk, działaniami ludzkimi, a także brakiem subpopulacji liczącej 1000 sztuk, wyraża również obawę, że niewiele brakuje, by uznać czykarę dekańską za gatunek zagrożony wyginięciem.
W Indiach czykara dekańska jest objęta ochroną na mocy prawa krajowego. Ponadto obejmuje ją załącznik III CITES, ale tylko w Nepalu.
Wśród zagrożeń wymienia więc IUCN niszczenie siedlisk, uniemożliwiające komunikowanie się populacji z poszczególnych terenów chronionych. Zachodzi spadek różnorodności genetycznej. Miejsca życia zabiera czykarom dekańskim rolnictwo. Konkurują z nim zwierzęta udomowione. Źle wpływają inwazyjne, wprowadzone ludzką ręką gatunki roślin, jak Lantana camara. Poluje się na nie. I w Indiach, i w Nepalu zjada się czykary dekańskie, niemniej nie ceni się ich tak jak mięsa antylop. Nie jest więc ten gatunek często konsumowany przez człowieka. Niespotykane gdzie indziej 4 rogi czynią jednak samca czykary cenionym trofeum myśliwskim.
Zwierzę zamieszkuje tereny chronione. Chodzi o Park Narodowy Gir, Park Narodowy Panna, Park Narodowy Pench czy rezerwat tygrysów Kanha, a także Park Narodowy Royal Bordia i Park Narodowy Royal Chitwan, jak i rezerwat Parsa.
Pomimo skrytego trybu życia za młodu daje się łatwo oswoić. Hodują ją 4 ogrody zoologiczne w Europie i 10 w Indiach.